# ホンダ・ダンク
ダンク（Dunk）は、本田技研工業が製造販売するオートバイである。

## 車両解説
型式名JBH-AF74。2013年の第43回東京モーターショーに市販予定車として出品。翌2014年2月3日発表、同月20日発売。
「若者の通学や通勤、さらには普段の生活の楽しみを広げるスクーター」をテーマに気軽かつ上質な移動を楽しむプレミアムスクーターを開発コンセプトとし、搭載される排気量49㏄AF74E型水冷4ストロークSOHC単気筒エンジンは徹底的な低フリクション化を実施し、さらに省燃費性能を向上させ同社の原動機付自転車クラスでは初となるeSPとしたほか、アイドリングストップを標準装備する。
スタイリングは、プレーンで無駄のない面で構成。着座位置自由度が高いロングシートやフラットで広いフロアなどにより、リラックスしたライディングポジションが可能である。
当初はベトナムの現地法人ホンダベトナム（Honda Vietnam Co., Ltd.）で生産されていたが、2016年2月5日に熊本製作所への生産移管により型式名をJBH-AF78に変更した上で同月19日より発売することを発表。さらに2017年6月30日には平成28年自動車排出ガス規制適合によるエンジンセッティング変更などのマイナーチェンジを実施した型式名2BH-AF78として同年7月14日から発売することを発表した。